# David Diop (Schriftsteller, 1966)

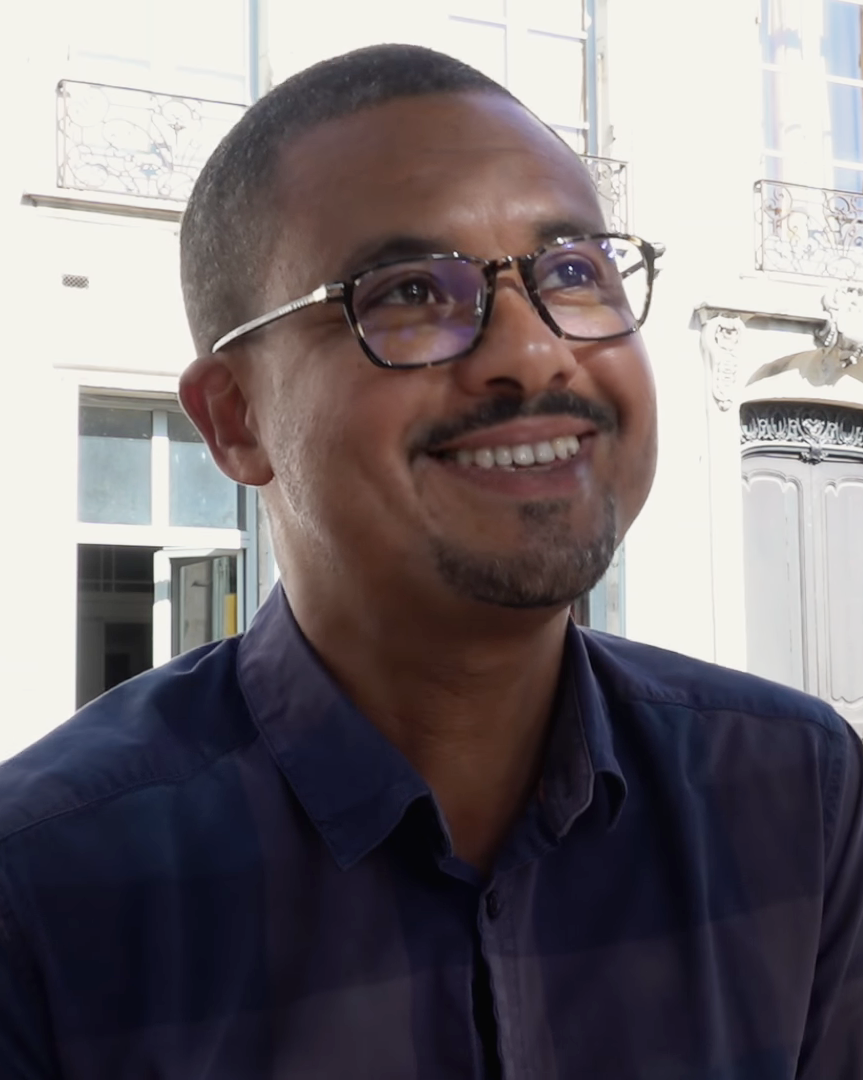
David Diop (2018)

David Diop (* 24. Februar 1966 in Paris) ist ein franko-senegalesischer Schriftsteller und Literaturwissenschaftler. Internationale Bekanntheit als Romanautor brachte ihm sein zweites, mehrfach preisgekröntes Werk Frère d’âme (2018) ein.

## Leben

### Kindheit, Ausbildung und Lehrtätigkeit
Der Sohn einer französischen Mutter und eines senegalesischen Vaters wurde in Paris geboren, wuchs aber im Senegal auf. Dort besuchte er auch die Grund- und Sekundarschule. Für sein weiteres Studium kehrte Diop nach Frankreich zurück. Er studierte in Toulouse und Paris und promovierte an der Sorbonne im Fach Französische Literatur des 18. Jahrhunderts.
Seit 1998 arbeitet Diop als Dozent an der Universität Pau. Dort unterrichtet er Literatur des 18. Jahrhunderts und französischsprachige afrikanische Literatur. Seit 2009 leitet Diop auch eine Forschungsgruppe (GRREA 17/18), die sich mit der europäischen Kolonisierung Afrikas im 17. und 18. Jahrhundert beschäftigt. 2014 errang er die Habilitation à diriger des recherches (HDR), die in Frankreich als zentrale Qualifikation zur Zulassung zu einer Professur gilt.

### Arbeit als Schriftsteller
Parallel zu seiner Lehrtätigkeit veröffentlichte Diop bislang zwei historische Romane. Sein 2012 erschienenes Romandebüt 1889, l'attraction universelle stellt eine senegalesische Delegation in den Mittelpunkt, deren Reise zur Pariser Weltausstellung 1889 in einem Zirkus in Bordeaux kläglich endet.
Großer Erfolg bei der französischen Fachkritik war Diop mit seinem zweiten Roman Frère d’âme (dt. Titel: Nachts ist unser Blut schwarz, wörtlich übersetzt „Seelenbruder“ oder „Seelenverwandter“, in Anlehnung an das französische „Frères d’armes“, dt. „Waffenbrüder“) beschieden, der 2018 vom renommierten Verlag Éditions du Seuil veröffentlicht wurde. Das Buch, dem u. a. ein Zitat des senegalesischen Autors Cheikh Hamidou Kane vorangestellt ist, bezeichnete er als seinen „wahren ersten Roman“. Das Werk wurde durch Diops Urgroßvater inspiriert, der als einer von ca. 135.000 senegalesischen „tirailleurs“ im Ersten Weltkrieg auf Seiten der französischen Truppen gekämpft, aber zuhause nie über seine Erfahrungen gesprochen hatte. 30.000 von ihnen waren getötet worden.
Frère d’âme gelangte als einziges Werk in die Endauswahl der vier wichtigen französischen Literaturpreise Prix Goncourt, Prix Renaudot, Prix Femina und Prix Médicis und führte auch die Kritikerumfrage des Branchenmagazins Livres Hebdo mit großem Abstand an, wurde aber nur der Prix Goncourt des lycéens zuerkannt. Das Buch erzählt die Geschichte der zwei senegalesischen Jugendfreunde Alfa Ndyaye und Mademba Diop vom Land, die im Ersten Weltkrieg als Schützen auf Seiten der französischen Truppen gegen deutsche Soldaten kämpfen. Während Mademba in den brutalen Grabenkämpfen in Lothringen ums Leben kommt, verfällt Alfa dem Wahnsinn und beginnt, einem grausamen Ritual folgend, fortan die Hände des besiegten deutschen Gegners abzuhacken und als Kriegsbeute mitzuführen. Wird Alfa anfänglich von seinen französischen Kameraden noch als Held gefeiert, beginnt er sie mit jeder weiteren Tat zu verschrecken. Diop habe sich beim Schreiben als Erstes auf die Figur des Alfa konzentriert, die im Buch auch als Erzähler fungiert, und in einem doppelten Exil lebe: „Er kam in ein absolut fremdes Land und außerdem in ein Land, das nicht dem entsprach, was es sein sollte, das heißt statt die Menschen zu ernähren, ein Land des Todes“, so Diop.

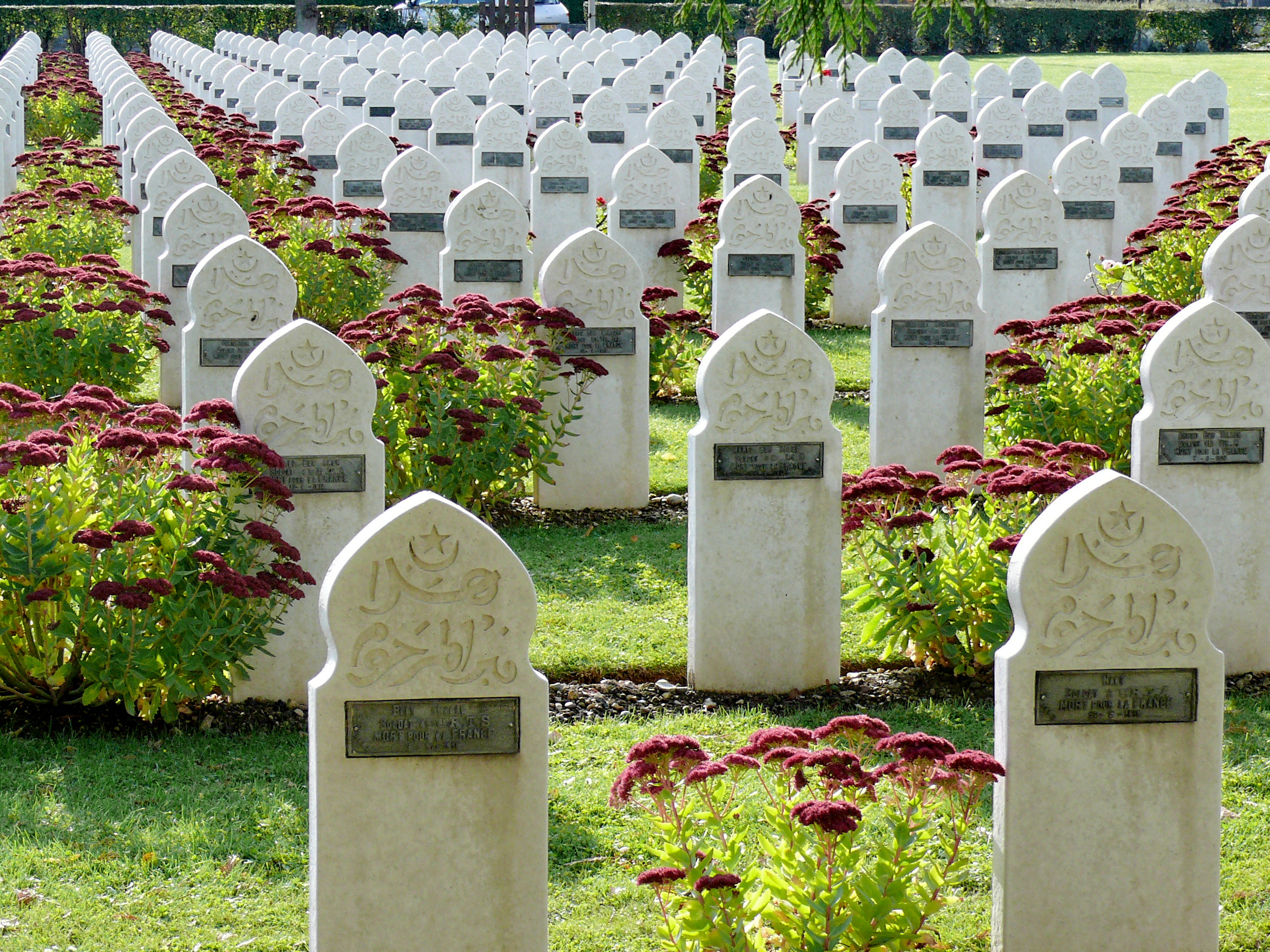
Muslimischer Abschnitt des Soldatenfriedhofs Saint-Acheul bei Amiens. Im Vordergrund Grab eines Soldaten des 45. Senegalesischen Schützenregiments (45e RTS), der während der Schlacht an der Somme fiel.

Valérie Marin La Meslée (Le Point) lobte Diops Roman als einen der schönsten des Literaturjahres und als „universelle Fabel“. Gladys Marivat (Le Monde) zog Vergleiche zum Goncourt-Preisträger von 2013, Au revoir là-haut von Pierre Lemaitre. Sie lobte Frère d’âme als „wunderbaren Roman über den Ersten Weltkrieg“, hob Diops filigrane Sprache und die zwiespältige Hauptfigur in der Tradition der „Komödie der Wildheit“ („la comédie de la sauvagerie“) hervor. Diop selbst verwies auf die mündliche Kultur der aus Westafrika stammenden Soldaten und die wenigen schriftlichen Aufzeichnungen aus dieser Zeit. Deshalb sei es ihm so wichtig gewesen, einen Roman über diese Menschen zu schreiben, die bislang in der Literatur nicht vorgekommen waren. Deutschlandfunk Kultur interpretierte Frère d’âme als keine direkte Anklage an die Kolonialmacht Frankreich und verwies auf die im Buch geschilderte Brutalität des Krieges. Der 176-seitige Antikriegsroman sei „aufgebaut wie ein Gesang, wie ein [sic] Litanei, ein Monolog, in dem sich der Protagonist sein [sic] Angst von der Seele schreibt“. Im Zuge der Verleihung des Prix Goncourt belegte Frère d’âme einen vorderen Platz auf der Bestsellerliste in Frankreich. Bis Mitte 2021 sollen Übersetzungen in 13 Sprachen folgen. Diops Roman wurde im Ausland mit weiteren Preisen ausgezeichnet, darunter der Premio Strega Europeo (2019), der Los Angeles Times Book Prize (2020) und der International Booker Prize (2021).
Mehr als 90 Jahre zuvor hatte Bakary Diallo, ein Analphabet aus Mali, mit fremder Hilfe seine Kriegserinnerungen als tirailleur sénégalais veröffentlicht. Die Geschichte der Senegalschützen war seither eher Anlass für patriotische Erinnerungen in Frankreich als für eine historische oder literarische Aufarbeitung.
La Porte du voyage sans retour wurde ins Deutsche und Englische übersetzt und behandelt die Forschungsreise des französischen Botanikers Michel Adanson nach Senegal.

## Werke
Romane
- 1889, l'attraction universelle. L'Harmattan, Paris 2012 – ISBN 9782296962101.
- Frère d’âme. Éditions du Seuil, Paris 2018 – ISBN 9782021398243.

- deutsch: Nachts ist unser Blut schwarz. Übers. von Andreas Jandl. Aufbau, Berlin 2019 – ISBN 978-3-351-03791-8.

- La Porte du voyage sans retour. Éditions du Seuil, 2021

- deutsch: Reise ohne Wiederkehr oder Die geheimen Hefte des Michel Adanson. Übers. von Andreas Jandl. Aufbau, Berlin 2022 – ISBN 978-3-351-03961-5

## Auszeichnungen
- 2018: Prix Goncourt des lycéens für Frère d’âme
- 2019: Prix Ahmadou Kourouma für Frère d’âme[17]
- 2019: Premio Strega Europeo für Fratelli d’anima
- 2020: Europese Literatuurprijs für Meer dan een broer[18]
- 2020: Los Angeles Times Book Prize für Fiktion für At Night All Blood is Black
- 2021: International Booker Prize für At Night All Blood is Black (gemeinsam mit der Übersetzerin Anna Moschovakis)